# 珉娥
權珉娥（： Gwon Min A，1993年9月21日—），藝名珉娥（： Min A），韓國女藝人，名字曾錯譯為權珉阿和權玟娥，曾為FNC娛樂旗下女子組合AOA之副唱、領Rapper、貝斯手。2019年5月與FNC娛樂合約到期不續約，退出組合並離開公司，朝演員道路發展。

## 經歷
2020年7月3日，珉娥在個人IG控訴遭前隊友、AOA時任隊長智珉自練習生時代就開始的霸凌，到珉娥於2019年退團為止，時間長達10年，並在IG上PO出了割腕傷癒後留下的疤痕。其經紀公司O&娛樂隨後緊急發出聲明，表示已派遣職員前往珉娥住所探視，但珉娥表示希望有自己冷靜的空間，公司將會持續注意珉娥的狀況。
7月4日，珉娥在IG透露，包含隊長智珉在內的AOA全體成員與經紀人到她家談話，智珉對於珉娥的指控大多否認，雙方爭執之後智珉甚至情緒化的表示「刀在哪？只要我死了就可以了吧？」。僵持一段時間後雙方才開始坐下來談話，智珉認為今年父親過世時，雙方恩怨已解開，但是珉娥覺得當下是喪禮，無法好好把事情說開。智珉最終仍向珉娥正式道歉，後先行離開，公司職員與成員留下來陪珉娥。珉娥最後說不可能就此釋懷，但現在智珉願意道歉，念在雙方已經過世父親的份上，表示「不管怎樣已經道歉了，我決定接受」。同日晚間，智珉在IG貼出道歉文章，稱自己年紀輕輕就擔任隊長，處理事情的方式太過不成熟，對珉娥以及所有成員道歉。稍晚，珉娥疑似受到該道歉文章刺激，在IG上發文指智珉曾帶男性回宿舍過夜，並稱因為所有人都幫智珉說話她才不得不原諒智珉，但隨後又將該貼文刪除。
2020年7月4日深夜，因霸凌爭議持續擴大，經紀公司FNC娛樂宣布智珉正式退出AOA，並中斷所有演藝活動。FNC娛樂表示，公司將會為這次風波負起全部責任，未來將重新做好藝人管理。
2021年4月26日，自稱自己在精神科治療憂鬱症的期間屢次遭到一名年輕護理師刁難，於自己社交平台批評對方沒有資格照顧患者。但反而受到網友攻擊，疑似因此導致精神再度崩潰，於27日凌晨忽然上傳鮮血淋漓的自殘照。

2021年6月26日，珉娥在社交网贴上公布与男友的恋情，随即被网民指責是第三者，後男友的女友表示二人未分手后，珉娥向对方道歉並立即分手。2021年7月29日，珉娥在社交網站发文攻擊前男友，指責雙方二人戀情未到一星期，就给对方买下奢华的手链，每日刷掉她的信用卡几百万韩元。隨後珉娥在家自杀，被發現後隨即送往医院接受缝合手术，不過並無生命危險。
2021年9月8日，韓媒《DISPATCH》取得從2020年4月起，到智珉帶著草娥等成員在珉娥家道歉為止的大量對話紀錄。紀錄除了確認智珉承認霸凌行為以外，亦顯示珉娥在智珉退團後幾乎每天單方面訊息轟炸智珉。除了對話記錄，該媒體另外採訪了AOA過去的貼身經紀人，經紀人指珉娥「很敏感」、「很恐怖」、「很容易生氣」，時常要求幾位經紀人幫她跑腿，經紀人怕珉娥生氣、因此很多要求都照做，但珉娥的訊息不分早晚，傳訊給工作人員，令經紀人不堪其擾。

## 影視作品

### 電視劇
| 年度   | 電視台                    | 劇名                                | 角色          |
| 2013年 | KBS                       | 《Drama Special－青春期整合曲》     | 尹真英        |
| 2014年 | KBS                       | 《真是好時節》                      | 車海媛 (少年) |
| 2014年 | tvN                       | 《花樣爺爺搜查隊》                  | 韓雪熙        |
| 2014年 | SBS                       | 《摩登農夫》                        | 李秀妍        |
| 2015年 | KBS                       | 《拜託了，媽媽》                    | 高櫻桃        |
| 2016年 | MBC Every 1 Naver TV Cast | 《Click Your Heart》                | 權珉娥        |
| 2017年 | MBC                       | 《醫療船》                          | 劉雅琳        |
| 2018年 | KBS                       | 《推理的女王2》                     | 申娜拉        |
| 2018年 | xtvN                      | 《復仇筆記2》                       | 珉娥          |
| 2018年 | Rakuten Viki、Naver TV    | 《風磬》                            | 呂珍          |
| 2019年 | MBN、Drama X              | 《Loss Time Life: The Last Chance》 | 劉素珍        |

### 音樂錄影帶
| 年度   | 合作者                             | 音樂影片                                                          |
| 2015年 | Shade(그늘)                        | 《Bad(나쁜 짓)》 （页面存档备份，存于）                           |
| 2015年 | 康男（Feat.San E）                 | 《Chocolate》 （页面存档备份，存于）                              |
| 2019年 | Jang Beom June(장범준)             | 《every moment with you(당신과는 천천히)》 （页面存档备份，存于） |
| 2019年 | Flowsik(플로우식)](Feat.Gary(개리) | 《1Week(일주일째)》 （页面存档备份，存于）                        |

## 音樂作品
註:音樂作品的部分詳見 AOA

## 綜藝作品
組合名義演出的綜藝，請參閱 AOA#綜藝作品之頁面。
| 年度   | 日期                        | 電視台 | 節目名稱        | 備註                                        |
| 2015年 | 2015年4月－2015年8月8日     | Y-star | 《食神之路》    | 與鄭俊河、朴智允、李在勳擔任MC              |
| 2015年 | 2015年9月2日－2016年3月23日 | MBC    | 《Weekly Idol》 | 與鄭亨敦、Defconn、吳夏榮 (Apink)、N (VIXX) |

## 獎項及提名
| 年度   | 頒獎典禮           | 獎項       | 作品       | 結果 |
| 2017年 | 第10屆韓國電視劇節 | 韓流明星獎 | 《醫療船》 | 獲獎 |
| 2017年 | 第44屆MBC演技大獎  | 女子新人獎 | 《醫療船》 | 提名 |

## 外部連結
- 珉娥的Instagram帳戶